# 绿色线程
在计算机程序设计中，绿色线程是一种由运行环境或虚拟机调度，而不是由本地底层操作系统调度的线程。绿色线程并不依赖于底层的操作系统提供的支持，而是通过模拟来实现运行多线程，这种线程的调度发生在用户空间而不是内核空间，所以它们可以在没有原生线程支持的环境中工作。

## 词源
绿色线程的名称来源于最初的Java线程库。这是因为甲骨文公司的「绿色团队」最初设计了Java 的线程库。

## 性能
在多核处理器上，原生线程可以自动将工作分配给多个处理器，而绿色线程做不到这一点。在某些虚拟机中，绿色线程可以启动得更快。然而，在单处理器计算机上，最有效的工作方式依旧没有定论。在一台运行着（运行时间很长的）Linux 2.2 内核的电脑上的测试表明：
- 绿色线程的性能在线程激活和同步上明显好于原生线程。
- Linux原生线程的性能在 I/O 操作和上下文切换 (Context Switch) 上略好于绿色线程。

当一个绿色线程执行一个阻塞的系统调用，不仅是当前的线程被阻塞，而是当前进程中的所有线程都会被阻塞。如果虚拟机在实现绿色线程时，为每个 I/O 操作分配特定的 I/O进程（这些进程对用户透明）可以减少用户编程时的负责度，但是为了避免阻塞问题，绿色线程必须使用异步I/O操作。
对应的，在使用原生线程时，也有方法可以减少线程激活和同步的开销：
- 使用线程池可以通过重用有限数量的线程，来降低重新生成新线程的成本。
- 使用虚拟机和原生线程的语言可以使用Escape analysis，来避免在不需要的情况下同步代码块。

## Java虚拟机中的绿色线程

### 舊版本
在Java 1.1中，绿色线程（至少在 Solaris 上）是JVM 中使用的唯一一种线程模型。由于绿色线程和原生线程比起来在使用时有一些限制，随后的 Java 版本中放弃了绿色线程，转而使用原生线程。Squawk虚拟机是一个例外，它是低功耗设备的操作系统和Java虚拟机的混合体。它使用绿色线程来保持机器语言的绝对最小并支持分离的迁移。Kilim和Quasar 是在随后的 JVM 版本中通过修改Java 编译器产生的字节码来实现绿色线程的开源项目（Quasar 也支持 Kotlin 和 Clojure）。

### Java新版的虛擬執行緒
從 Java 21 版開始，以代號 JEP 444 重新加入綠色執行緒的功能，並改名為「虛擬執行緒」。

## 其他语言的绿色线程
还有一些其他的编程语言也实现了可以替代原生线程的绿色线程。例如：
- CHICKEN Scheme uses lightweight user-level threads based on first-class continuations[2]
- Common Lisp[3]
- CPython with greenlet, eventlet （页面存档备份，存于） and gevent （页面存档备份，存于）, PyPy[4]
- D offers fibers, used for asynchronous I/O as the basis for tasks in the web framework Vibe.d
- Erlang [來源請求]
- Go[5]
- Haskell[5]
- Julia uses green threads for its Tasks （页面存档备份，存于）.
- Limbo [來源請求]
- Lua uses coroutines （页面存档备份，存于） for concurrency. Lua 5.2 also offers true C coroutine semantics through the functions lua_yieldk （页面存档备份，存于）, lua_callk （页面存档备份，存于）, and lua_pcallk （页面存档备份，存于）. The CoCo （页面存档备份，存于） extension allows true C coroutine semantics for Lua 5.1.
- Occam, which prefers the term "process" instead of "thread" due to its origins in communicating sequential processes
- Ruby before version 1.9[6]
- Racket (native threads are also available through Places[7])
- Rust support for green-threads is possible using mioco library
- SML/NJ's implementation of Concurrent ML
- Smalltalk (most dialects: Squeak, VisualWorks, GNU Smalltalk, etc.)
- Stackless Python supports either preemptive multitasking or cooperative multitasking through microthreads (so-called tasklets).[8]
- Tcl has coroutines （页面存档备份，存于） and an event loop[9]
- PHP supports green threads through coroutines （页面存档备份，存于）

## 另请参阅
- 轻量级进程
- 协程
- Java虚拟机
- 全局解释器锁
- 纤程
- GNU可移植线程库
- Protothreads